# Тапакуло рудокрилий
 Тапакуло рудокрилий (Melanopareia elegans) — вид горобцеподібних птахів родини Melanopareiidae.

## Поширення
Вид поширений на заході Еквадору та Перу. Мешкає у тропічних і субтропічних дощових лісах.

## Опис
Птах завдовжки 14,5 см та вагою 15,5-20,2 г. Голова чорна з білою надбрівною смугою. Спина і крила сірі, але основа махових і криючих червоно-коричнева. Хвіст чорно-сірий. Черево рожево-коричневе. Груди іржаво-коричневі, горло біле. Між ними проходить чорна смуга у формі півмісяця. Дзьоб чорнуватого кольору, ноги сіро-рожеві.

## Підвиди
- Melanopareia elegans elegans (Lesson, 1844), ендемік Еквадору.
- Melanopareia elegans paucalensis (Taczanowski, 1884), ендемік Перу.